# Annéot
Annéot é uma comuna francesa na região administrativa de Borgonha-Franco-Condado, no departamento de Yonne. Estende-se por uma área de 6,25 km². Em 2010 a comuna tinha 134 habitantes (densidade: 21,4 hab./km²).